# Cinéma de fantasy

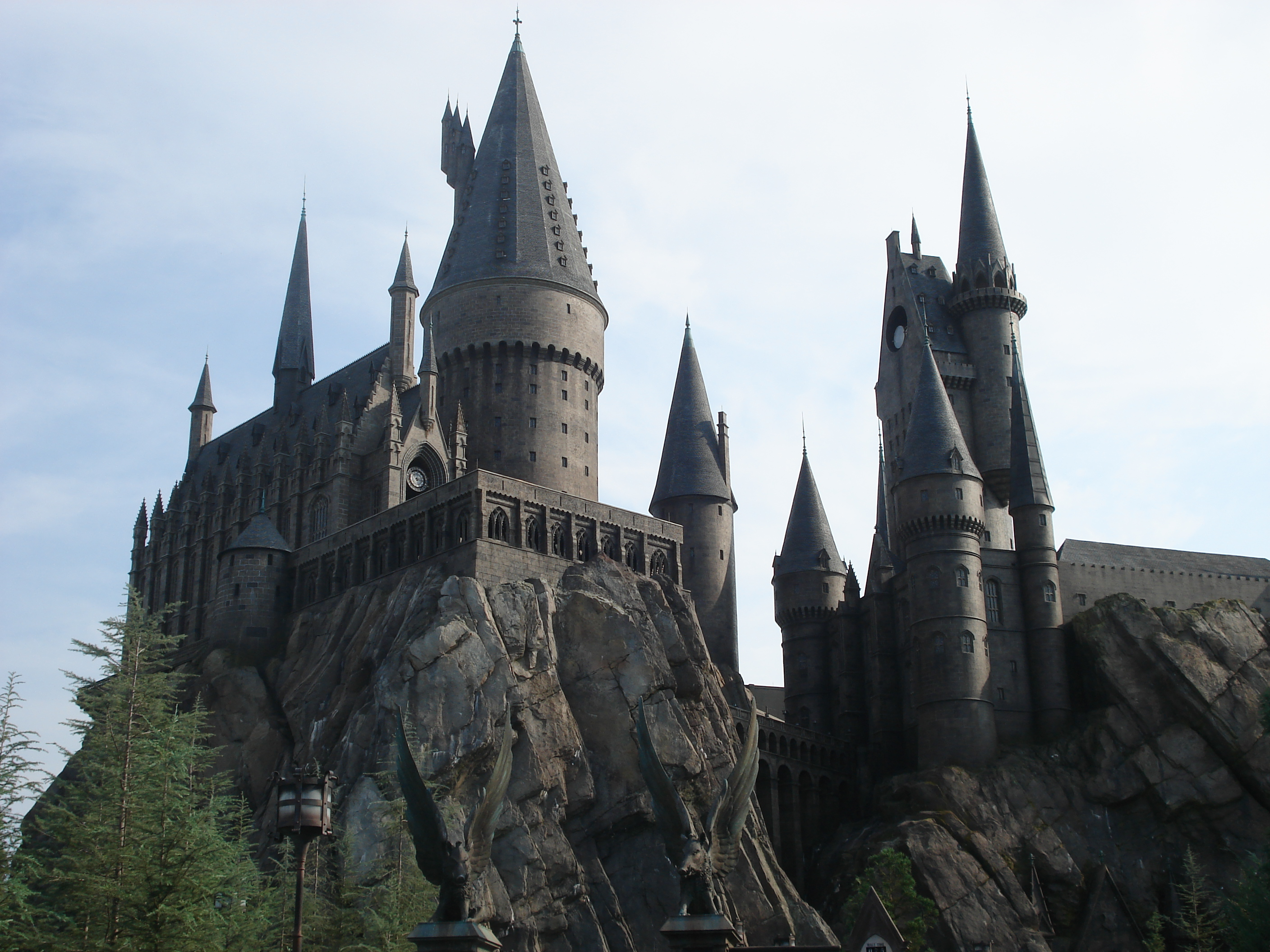
Réplique du château de Poudlard à Universal's Islands of Adventure.

Le cinéma de fantasy est un genre cinématographique fondé sur l'imaginaire et le merveilleux de la culture des pays anglophones, il est apparenté au cinéma onirique européen dont il partage quelques points communs. Il est rattaché au cinéma fantastique.
Régulièrement des films et série exclusives de Fantasy sont sélectionnés au Festival International du Film Fantastique de Menton : Sabbat, Filles du feu, Blot, Four hunters...Et bien d'autres

## Historique
Quelques-uns des pionniers du cinéma se sont essayés, à l'époque du muet, au genre du cinéma de fantasy en adaptant le conte de Charles Perrault Cendrillon. Dès 1899, Georges Méliès réalise Cendrillon. Il reviendra sur le sujet avec Cinderella Up-to-Date (1909) et Cendrillon ou la Pantoufle mystérieuse (1912). Entre-temps Léonce Perret réalise Le Cousin de Cendrillon, sorti en 1910. Aux États-Unis, James Kirkwood Sr. réalise en 1914 Cinderella, et en  , c'est l'Allemand Ludwig Berger qui s'essaye au thème avec Der verlorene Schuh.
Mais, c'est en 1939 que sort sur grand écran l'adaptation du conte de fées Le Magicien d'Oz par Victor Fleming, considéré comme l'un des premiers films de fantasy. Cependant, il faut attendre le début des années 1980 pour que se développe réellement la fantasy au cinéma. En 1982, Conan le Barbare, de John Milius, est un succès au box-office avec un héros créé cinquante ans plus tôt qui consacre Arnold Schwarzenegger. En 1983, Dark Crystal, de Jim Henson est encensé grâce à ses animatroniques révolutionnaires. En 1984, Wolfgang Petersen adapte avec succès un classique de la Fantasy allemande : L'Histoire sans fin.  En 1988, c'est Ron Howard qui réalise Willow sur un scénario de George Lucas.
Après un déclin dans les années 1990, la fantasy revient au cinéma au début des années 2000. Peter Jackson y livre le plus ambitieux projet cinéma de fantasy : l'adaptation du Seigneur des anneaux de J. R. R. Tolkien. C'est un grand succès critique et commercial, notamment grâce aux progrès réalisés dans le domaine des effets spéciaux. Surfant sur cet immense succès, les producteurs lancent l'adaptation de plusieurs succès littéraire de fantasy. En 2005, c'est le livre Le Lion, la Sorcière blanche et l'Armoire magique, premier tome du Monde de Narnia de C. S. Lewis qui est adapté. Suivent ensuite en 2006 Eragon, adaptation du roman de Christopher Paolini et en 2007 Stardust, le mystère de l'étoile adaptation du livre de Neil Gaiman et À la croisée des mondes : La Boussole d'or, adaptation du roman de Philip Pullman.

## Principaux films
Films hors animation :
- 1899 : Cendrillon de Georges Méliès ;
- 1909 : Cinderella Up-to-Date de Georges Méliès ;
- 1910 : Le Cousin de Cendrillon de Léonce Perret ;
- 1912 : Cendrillon ou la Pantoufle mystérieuse de Georges Méliès ;
- 1914 : Cendrillon (Cinderella) de James Kirkwood Sr. ;
- 1923 : Cendrillon (Der verlorene Schuh) de Ludwig Berger ;
- 1959 : Darby O'Gill et les Farfadets (Darby O'Gill and the Little People) de Robert Stevenson ;
- 1962 : L'Épée enchantée (The Magic Sword) de Bert I. Gordon ;
- 1970 : Peau d'âne de Jacques Demy
- 1982 : Conan le Barbare de John Milius et Le Dragon du lac de feu de Matthew Robbins
- 1983 : Dark Crystal de Jim Henson et Frank Oz, Dar l'invincible de Don Coscarelli et Krull de Peter Yates
- 1984 : Conan le Destructeur de Richard Fleischer et L'Histoire sans fin de Wolfgang Petersen
- 1985 : Legend de Ridley Scott et Kalidor : La Légende du talisman de Richard Fleischer
- 1986 : Labyrinthe de Jim Henson
- 1987 : Les Barbarians de Ruggero Deodato et Princess Bride de Rob Reiner
- 1988 : Willow de Ron Howard
- 1991 : L'Histoire sans fin 2 : Un nouveau chapitre de George Trumbull Miller
- 1992 : Dar l'invincible 2 : La Porte du temps de Sylvio Tabet
- 1995 : L'Histoire sans fin 3 : Retour à Fantasia de Peter MacDonald
- 1996 : Cœur de dragon de Rob Cohen
- 1998 : Kull le conquérant de John Nicolella
- 1999 : Beowulf de Graham Baker
- 2000 : Donjons et Dragons de Courtney Solomon
- 2001 : Le Seigneur des anneaux : La Communauté de l'anneau de Peter Jackson
- 2002 : Le Seigneur des anneaux : Les Deux Tours de Peter Jackson
- 2003 : Le Seigneur des anneaux : Le Retour du roi de Peter Jackson
- 2005 : Ella au pays enchanté de Tommy O'Haver et Le Monde de Narnia : Le Lion, la Sorcière blanche et l'Armoire magique de Andrew Adamson
- 2006 : Donjons et Dragons 2 : La Puissance suprême de Gerry Lively et Eragon de Stefen Fangmeier
- 2007 : Stardust, le mystère de l'étoile de Matthew Vaughn et À la croisée des mondes : La Boussole d'or de Chris Weitz
- 2008 : Le Monde de Narnia 2 : Le Prince Caspian de Andrew Adamson
- 2010 : Le Dernier maître de l'air de M. Night Shyamalan et Le Monde de Narnia 3 : L'Odyssée du passeur d'aurore de Michael Apted
- 2011 : Conan de Marcus Nispel et Votre Majesté de David Gordon Green
- 2012 : Blanche-Neige de Tarsem Singh, Blanche-Neige et le Chasseur de Rupert Sanders et Le Hobbit : Un voyage inattendu de Peter Jackson
- 2013 : Le Hobbit : La Désolation de Smaug de Peter Jackson
- 2014 : Maléfique de Robert Stromberg, Le Hobbit : La Bataille des Cinq Armées de Peter Jackson et Le Septième fils de Sergueï Bodrov
- 2015 : Cendrillon de Kenneth Branagh et Tale of Tales de  Matteo Garrone
- 2016 : Le Chasseur et la Reine des glaces de Cédric Nicolas-Troyan et Warcraft : Le Commencement de Duncan Jones
- 2017 : Les Nouvelles Aventures de Cendrillon de Lionel Steketee

## Sources
1. ↑  « Movies | Festival international du film fantastique de Menton | France », sur Monsite (consulté le 11 avril 2024)
2. 1 2  « Le retour en force de la fantasy », sur EssecLive.com (consulté le 25 février 2016).